# Olovo
Olovo è un comune della Federazione di Bosnia ed Erzegovina situato nel Cantone di Zenica-Doboj con 10.578 abitanti al censimento 2013.
Dista circa 50 km da Sarajevo, lungo la strada che collega la capitale a Tuzla

## Località
Il comune è formato dall'insieme delle seguenti località:
Čuništa, Solun, Hadre, Bukovdo, Milankovići, Kamensko, Jelaške, Careva Cuprija, Lisci, Gurdici, Dugandzici, Cude, Petrovici, Klis, Kolakovici, Berisalici, Brda, Luke, Lavsici, Ponijerka, Grabovica, Drezelj, Paklanik, Majna, Radacici, Ajvatovici, Miljevici, Rudine, and Ligatići.

## Società

### Evoluzione demografica
La popolazione negli ultimi censimenti era così divisa dal punto di vista etnico:
| Composizione etnica |       |        |            |        |        |       |           |        |       |       |        |  |  |
| Anno                | Serbi | %      | Bosgnacchi | %      | Croati | %     | Iugoslavi | %      | Altri | %     | Totale |  |  |
| 1961                | 3,635 | 32.07% | 5,903      | 52.09% | 314    | 2.77% | 1,402     | 12.37% |       |       | 11,333 |  |  |
| 1971                | 3,601 | 23,68% | 10,546     | 69,36% | 930    | 6,11% | 46        | 0,30%  | 80    | 0,55% | 15,203 |  |  |
| 1981                | 3,349 | 20.49% | 11,593     | 70.94% | 802    | 4.91% | 508       | 3.12%  |       |       | 16,341 |  |  |
| 1991                | 3,196 | 18,91% | 12,699     | 75,14% | 653    | 3,86% | 282       | 1,67%  |       |       | 16,901 |  |  |
|                     |       |        |            |        |        |       |           |        |       |       |        |  |  |